# Tomás Lourenço da Silva Castro
Tomás Lourenço da Silva Castro (Aracati, 30 de abril de 1806 — Fortaleza, 9 de novembro de 1881) foi militar, magistrado e político brasileiro.

## Biografia
Nasceu em Aracati, filho do ex-deputado provincial Manuel Lourenço da Silva e de Maria do Carmo Sabina, filha, por sua vez, do capitão-mor José de Castro e Silva e de Joana Maria Bezerra de Meneses, e irmã, portanto, de João Facundo de Castro Meneses, José de Castro e Silva (terceiro) e de Manuel do Nascimento Castro e Silva. Tomás Lourenço era irmão de Teresa da Silva Moreira, esposa de João da Rocha Moreira, e de José Lourenço de Castro e Silva. Foi batizado por seu tio-avô, o padre Joaquim José de Castro e Silva.
Por portaria do governador Luís Barba Alardo de Menezes de 20 de novembro de 1811, assentou praça de primeiro cadete na companhia de infantaria ao cinco anos de idade, porém sem vencimentos, entrando para o estado efetivo em junho de 1822. Em 2 de agosto de 1825, foi promovido a alferes do batalhão de caçadores da primeira linha do Exército, sendo destacado três meses depois para o Maranhão, a mando do governador Pedro José da Costa Barros, que temia a proclamação da república naquela província.
Commandou a primeira companhia de seu batalhão de 1 de maio a 25 de agosto de 1831 e de 26 de agosto de 1831 a 28 de fevereiro de 1833. Em 15 de janeiro de 1832, marchou para o centro da província contra a rebelião de Joaquim Pinto Madeira e tomou parte, portando-se com denodo, em vários encontros, sobretudo no ataque de Missão Velha e no do Icó, a 4 de abril de 1832, nos quais foram derrotadas as tropas facciosas, sendo que, no último deles, Pinto Madeira deixou no campo número superior a cem corpos.
Em 1 de julho de 1834, passou a organizar o corpo de polícia (atual Polícia Militar do Ceará), do qual foi o primeiro comandante. Por ofício da presidência de 22 de outubro de 1836, marchou para o centro a tomar conta do comando geral dos destacamentos do Cariri, e, a 15 de janeiro de 1839, deixou o comando da polícia.
Lourenço foi deputado provincial nas legislaturas de 1835-1837 e de 1846-1847. Sectário das ideias liberais, foi forçado a pedir reforma junto com outros companheiros de armas, como João da Rocha Moreira, Manuel Vicente de Oliveira, Francisco das Chagas Freire e Canuto de Aguiar. Sua reforma traz a data de 11 de setembro de 1839.
Em 26 de novembro de 1840, marchou na qualidade de comandante da Guarda Nacional para a cidade de Russas (então chamada São Bernardo), afim de restabelecer a ordem pública que se tinha alterado contra o padre José Martiniano de Alencar, e de lá voltou, em dezembro de 1840, para comandar as forças reunidas com o mesmo intuito na cidade do Aracati; aí, numa das extremidades da cidade, lado sul, derrotou os revoltosos, que vinham atacá-la em numero de quinhentos a seiscentos sob o comando de João Batista Ferreira dos Santos Caminha. Em 1841, exerceu o cargo de juiz municipal de Fortaleza.
Em janeiro de 1845, foi nomeado major e comandante do corpo de polícia, e exonerado em setembro de 1847 e, a 9 de junho de 1845, foi pela segunda vez nomeado comandante geral dos destacamentos das comarcas do Icó e do Crato. Em 6 de outubro de 1847, aceitou por convite do vice-presidente Frederico Augusto Pamplona o cargo de tesoureiro do tesouro provincial, donde o fez retirar-se em 19 de abril de 1873, um infeliz acontecimento, que o feriu profundamente e sensibilizou a toda capital, que nesse transe foi unânime em acompanhar com sua simpatia a vítima de uma extrema boa fé.
Em 1848, foi nomeado tenente-coronel do 1º batalhão da Guarda Nacional da cidade de Fortaleza e, por decreto de 10 de março de 1853, reformado no mesmo posto.
De seu casamento com sua prima Rufina Cândida de Castro Barbosa (1818-1899), celebrado em 26 de abril de 1836, teve doze filhos, cujo primogênito era o desembargador Augusto Barbosa de Castro e Silva.